# Anamirta cocculus
La coca de Levante, cóculo oriental o lactang de Filipinas (Anamirta cocculus) es una planta de la familia Menispermaceae y la única especie del género Anamirta. Es una planta trepadora del Sudeste Asiático y la India. Su fruto, es la fuente de la picrotoxina, un alcaloide venenoso con propiedades estimulantes.

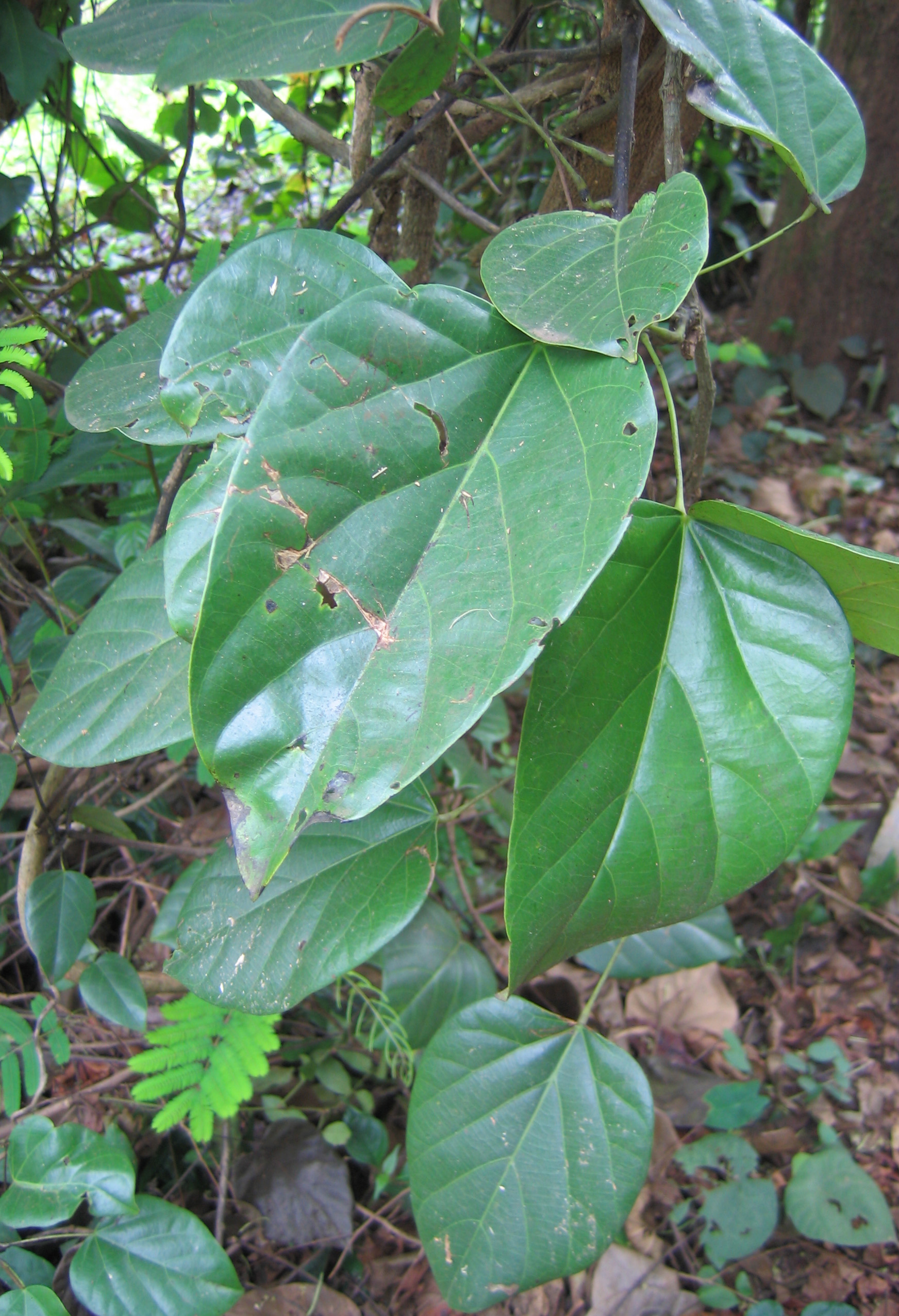
Hojas

## Descripción

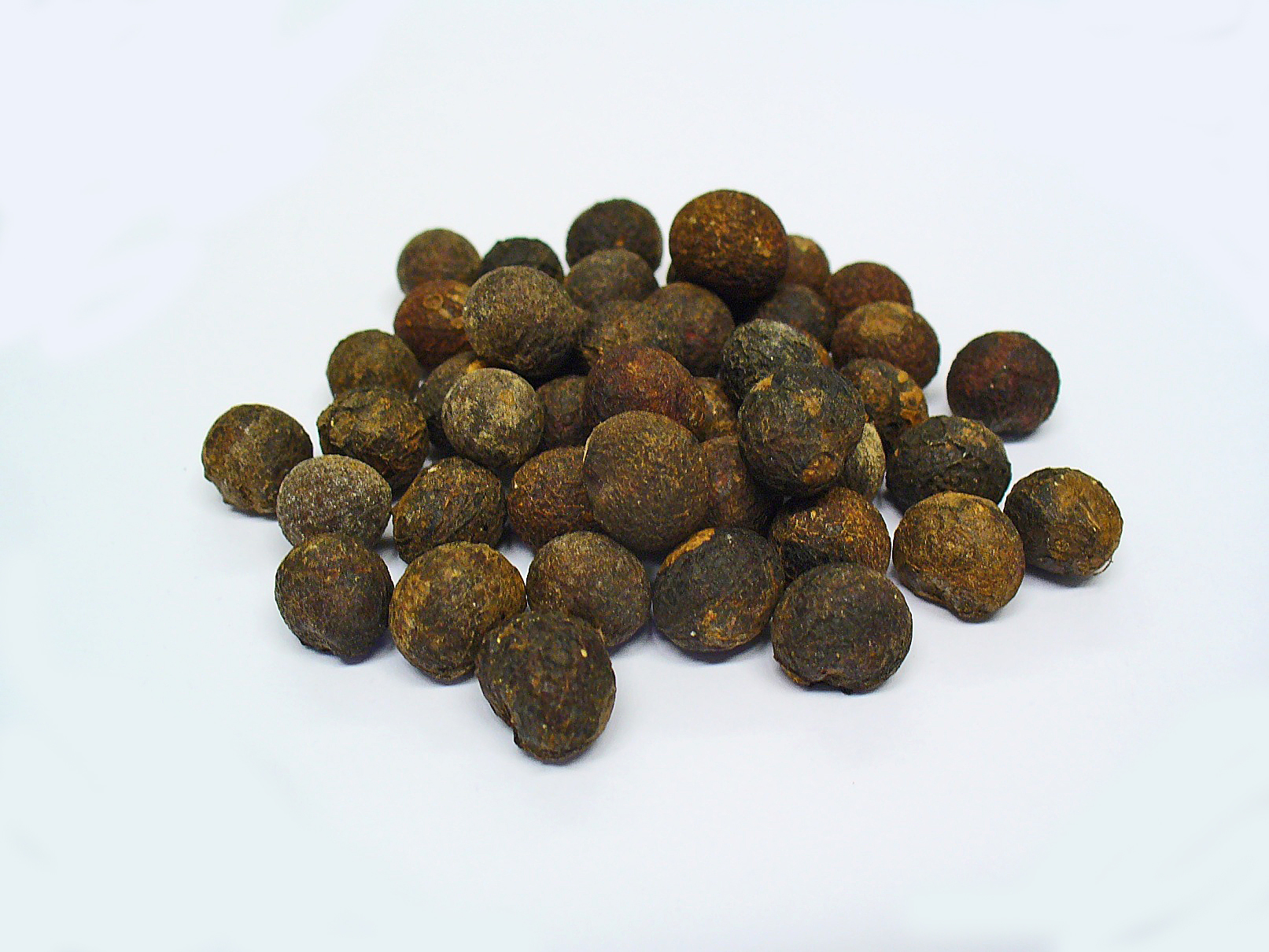
Fruto seco

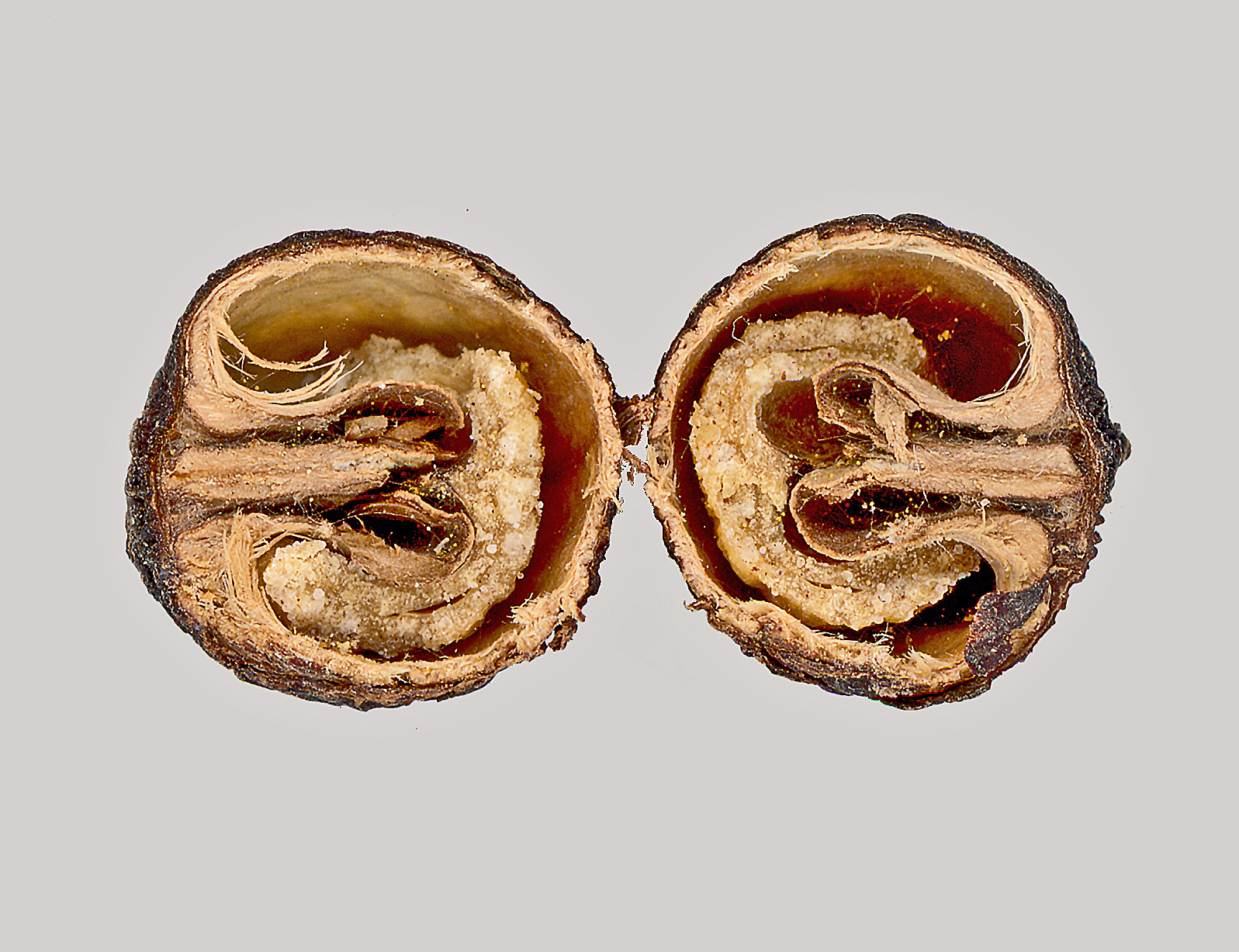
Fruto seco: sección longitudinal

La planta es de gran tamaño, con el tallo (de hasta 10 cm de diámetro), la corteza es gris, con la madera blanca. Las flores, de color blanco amarillento, tienen un dulce aroma y varían de tamaño, con entre 6 a 10 centímetros de diámetro, la fruta producida es una drupa es de alrededor de 1 cm de diámetro cuando está seca.

## Principios activos
El tallo y las raíces contienen alcaloides, como berberina, palmatina, magnoflorina y colunibamina. Las semillas contienen picrotoxina (C15H16O6), un sesquiterpeno, mientras que las cáscaras de las semillas contienen los alcaloides menispermina y paramenispermina.

## Usos
Los experimentos basados en las prácticas de etnobotánica han demostrado que la planta puede ser eficaz en el tratamiento de la tiña. Sus semillas trituradas son un pediculicida eficaz (anti-piojos) y también se utiliza tradicionalmente para aturdir o matar a los peces o como plaguicida. En farmacología, es conocido como Cocculus Indicus.
Aunque tóxico, multum duro era un preparado de Cocculus Indicus, etc., una vez utilizado (por los fabricantes de cerveza del siglo XIX) para dar una calidad más embriagante a la cerveza que el previsto por el solo contenido de alcohol. Charles Dickens se refirió a quienes se dedicaban a estas prácticas como "fabricantes de cerveza y vendedores de cerveza de bajo grado, ... que no entienden la política sana de la venta de bebidas saludables." A pesar de que aparece en muchos volúmenes homeopáticos y guías de al menos dos cerveceros, el uso de tales preparaciones fue prohibido en Inglaterra, durante la mitad del siglo XIX, con multas de 500 £ en venta y 200 £ por el uso de la droga.
La madera de la planta se utiliza para combustible y talla.

## Taxonomía
Anamirta cocculus fue descrita por (L.) Wight & Arn. y publicado en Prodr. Fl. Ind. Orient. 1: 446 1834.
Sinonimia
- Anamirta baueriana Endl.
- Anamirta jucunda Miers
- Anamirta paniculata Colebr.
- Anamirta populifolia (DC.) Miers
- Anamirta racemosa Colebr. ex Steud.
- Anamirta toxifera Miers
- Cocculus indicus Royle
- Cocculus lacunosus DC.
- Cocculus populifolius DC.
- Cocculus suberosus DC.
- Menispermum cocculiferum Stokes
- Menispermum cocculus L.
- Menispermum heteroclitum Roxb.
- Menispermum lacunosum Lam.
- Menispermum monadelphum Roxb. ex Wight & Arn.
- Menispermum populifolium Spreng.
- Tinospora lacunosus Miers[13]